# Hachikō
Hachikō (ハチ公), né le  10 novembre 1923 et mort le 8 mars 1935, est un chien de race Akita. Il est célèbre au Japon pour avoir attendu, quotidiennement et pendant près de dix ans, son maître à la gare de Shibuya (dans l'arrondissement de Shibuya à Tokyo) après la mort de ce dernier.
Pour cela, il a été surnommé Chūken (忠犬, « Chien fidèle »). Une statue, érigée en son honneur à la gare de Shibuya, face au carrefour de Shibuya, est aujourd'hui un lieu très connu de rendez-vous à Tokyo. L'histoire de Hachikō est également à l'origine du regain d'intérêt pour la race des Akita, qui était alors presque éteinte.

## Biographie
En 1924, le Japonais Hidesaburō Ueno (上野 英三郎, Ueno Hidesaburō), professeur au département de l'agriculture de l'université impériale de Tōkyō (l'actuelle université de Tokyo), reçoit un chiot mâle né quelque temps auparavant dans une ferme d'Ōdate dans la préfecture d'Akita et lui donne le nom de « Hachikō » (littéralement, « huitième prince » ; en japonais Hachi signifie « 8 » car il était le 8e chiot de la portée et kō, attaché au nom, est un terme affectueux).
Chaque matin, Hidesaburō Ueno se rend à la gare de Shibuya pour prendre le train de banlieue qui le mène à son travail et Hachikō l'accompagne immanquablement, tandis que chaque soir, le chien se rend à la gare seul et attend le retour de son maître.
Le 21 mai 1925, Hidesaburō Ueno meurt à l'âge de 53 ans lors d'une conférence à l'université, des suites d'une hémorragie intra-cérébrale. Malgré cela, Hachikō continue de se rendre tous les jours, pendant quasiment dix ans, à la gare de Shibuya pour attendre son retour.
La fidélité d’Hachiko fut bientôt connue dans tout le Japon grâce à un article écrit par un ancien élève du professeur Hidesaburō Ueno, paru le 4 octobre 1932 dans Asahi Shinbun, l'un des deux grands quotidiens nippons et intitulé : « L’histoire émouvante d’un vieux chien : sept ans qu’il attend son maître décédé ». On a tenté de l'adopter, mais il fuguait pour revenir dans l'ancienne maison de Hidesaburō Ueno, ou à la gare. Beaucoup d'habitués venaient lui apporter de la nourriture lors de son attente à la gare.
Pour ses qualités, Hachikō reçut le surnom de Chūken (« chien fidèle »). Il fut fréquemment présenté par les parents et les enseignants comme un exemple de loyauté et de fidélité.
Le 8 mars 1935, Hachikō meurt dans une ruelle proche du pont Inari sur la rivière de Shibuya, des suites d'une filariose ou d'un cancer des poumons et du cœur. Il est empaillé et conservé au musée national de la nature et des sciences de Tokyo, tandis que le reste de sa dépouille est enterré au cimetière d'Aoyama, à côté de la tombe de son maître.

Hachikō avec son maître et sa famille, avant 1925.
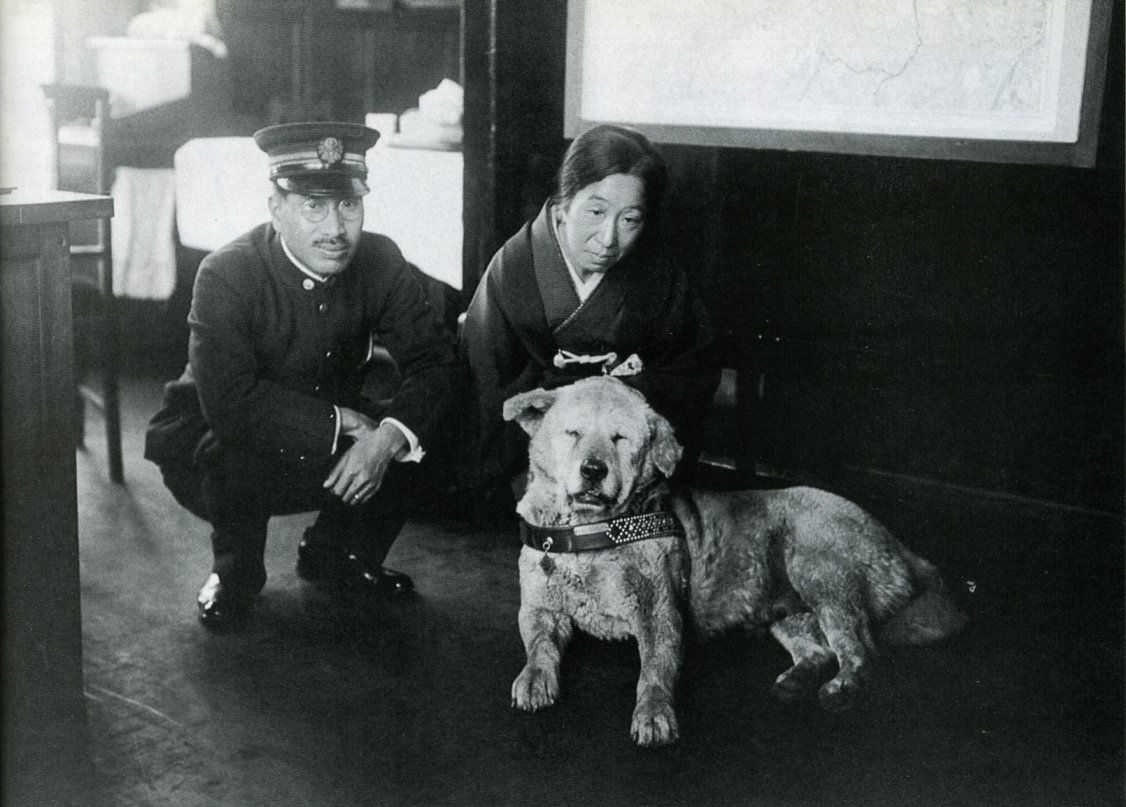
Hachikō à la gare de Shibuya, vers 1933.
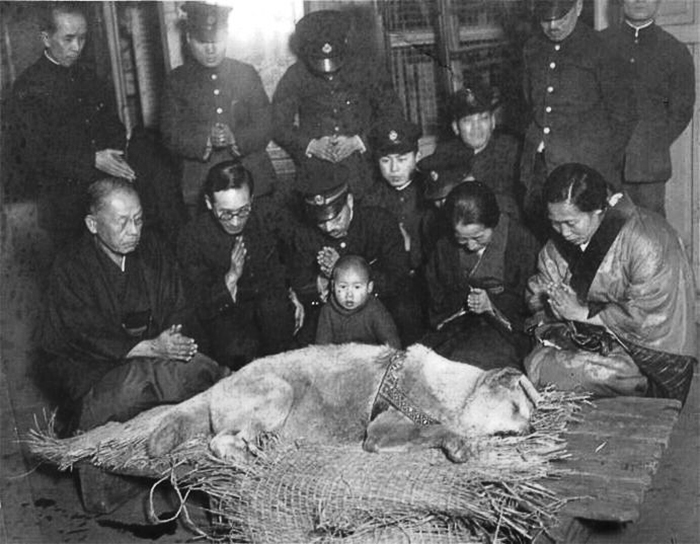
La dernière photo connue de Hachikō, photographié le jour de sa mort, avec la compagne de son propriétaire Yaeko Ueno (Yaeko Sakano)[a] et le personnel de la gare à Tokyo, le 8 mars 1935.

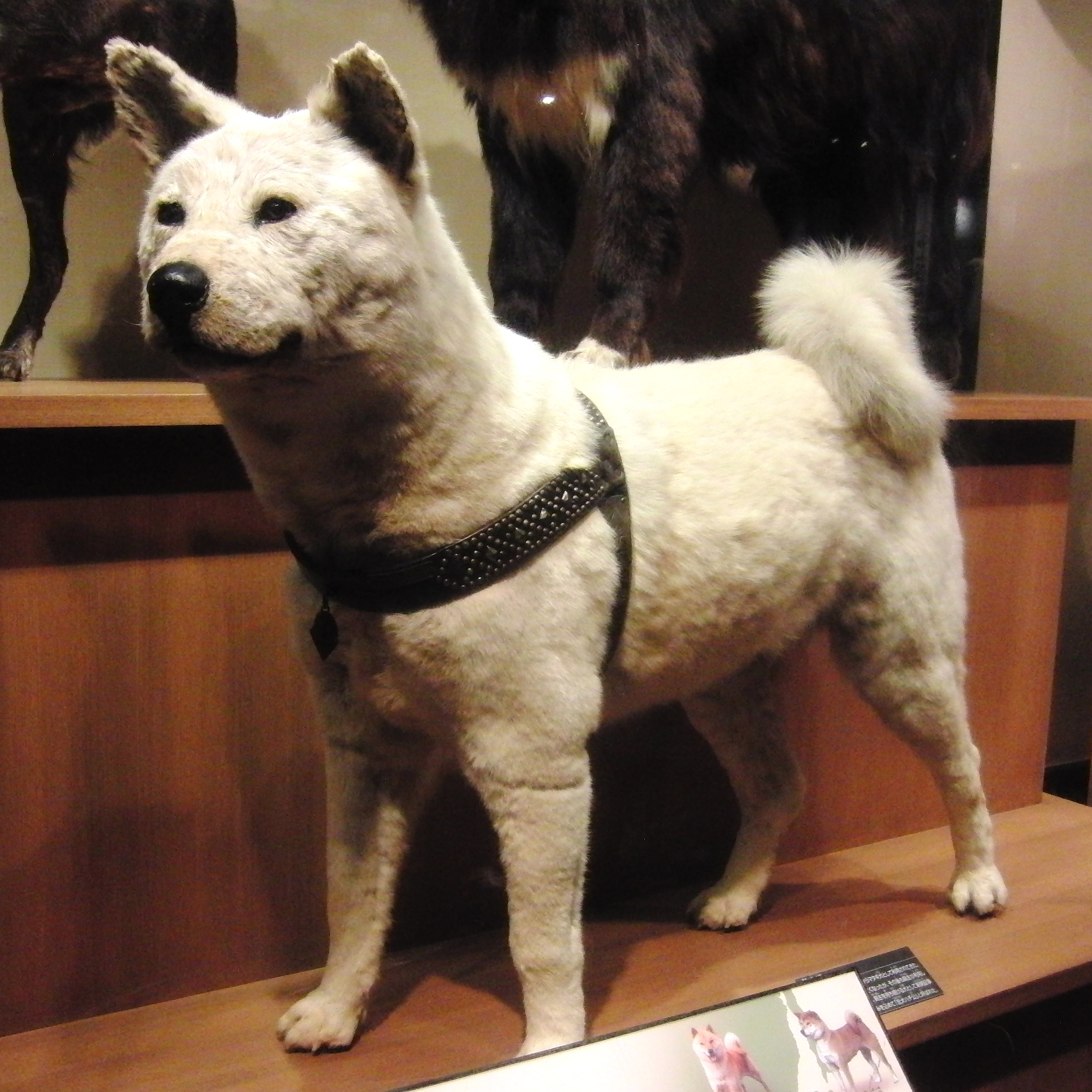
La dépouille d'Hachikō empaillé, exposée au musée national de la nature et des sciences de Tokyo.
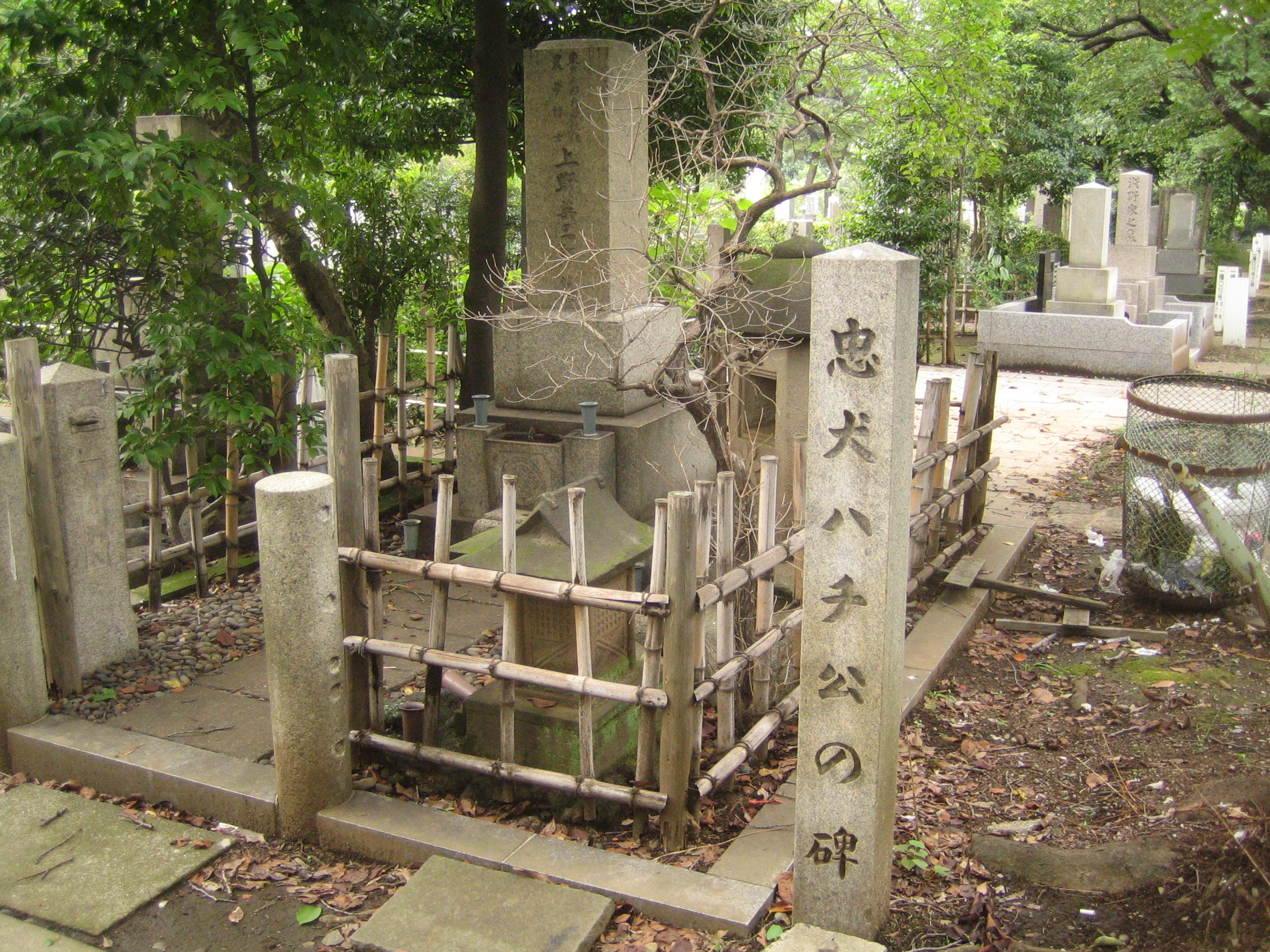
La tombe et le monument en mémoire d'Hachikō au cimetière d'Aoyama, au pied de la tombe de son maître, Hidesaburō Ueno.
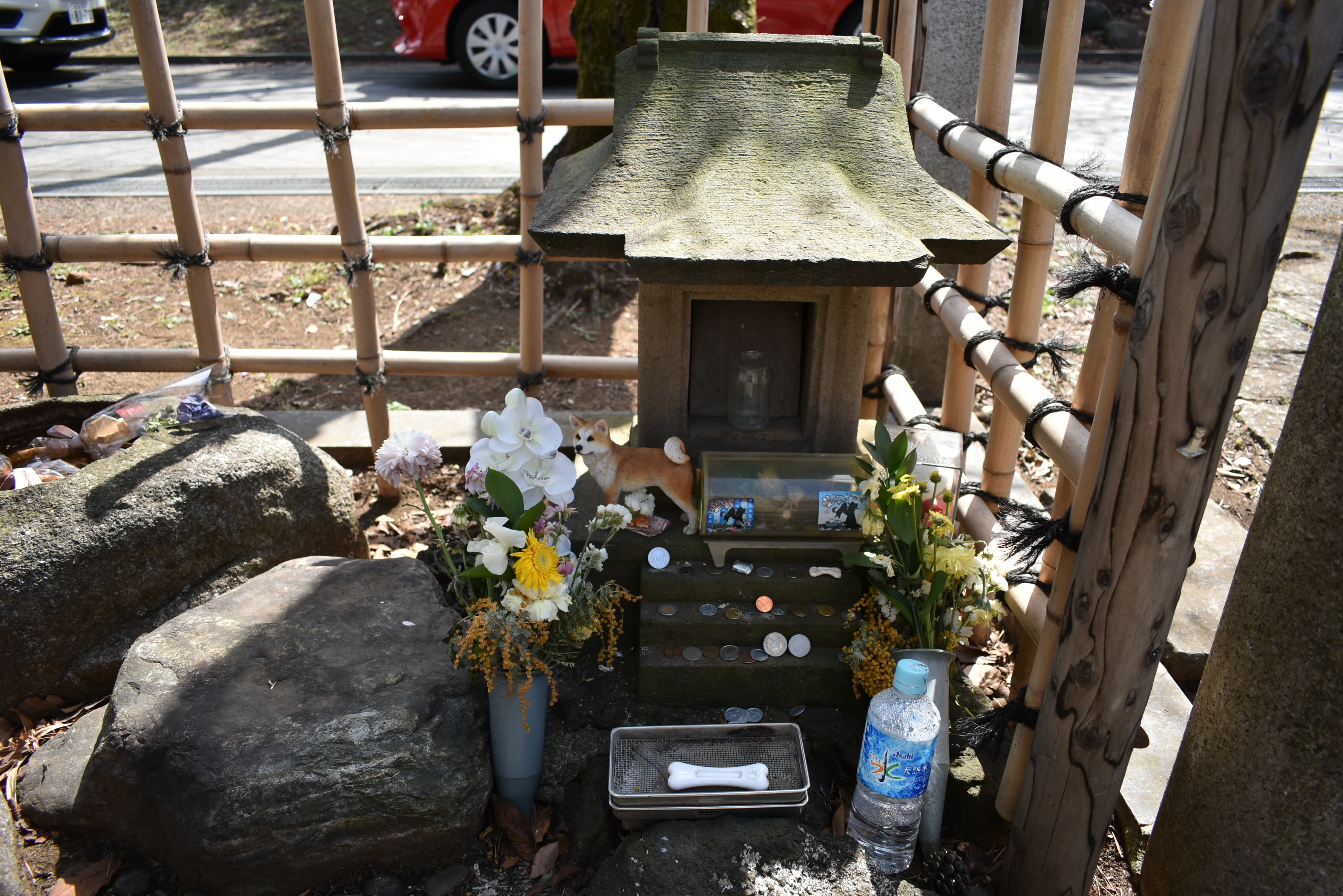
La tombe d'Hachikō au cimetière d'Aoyama.

## Postérité

### Statues

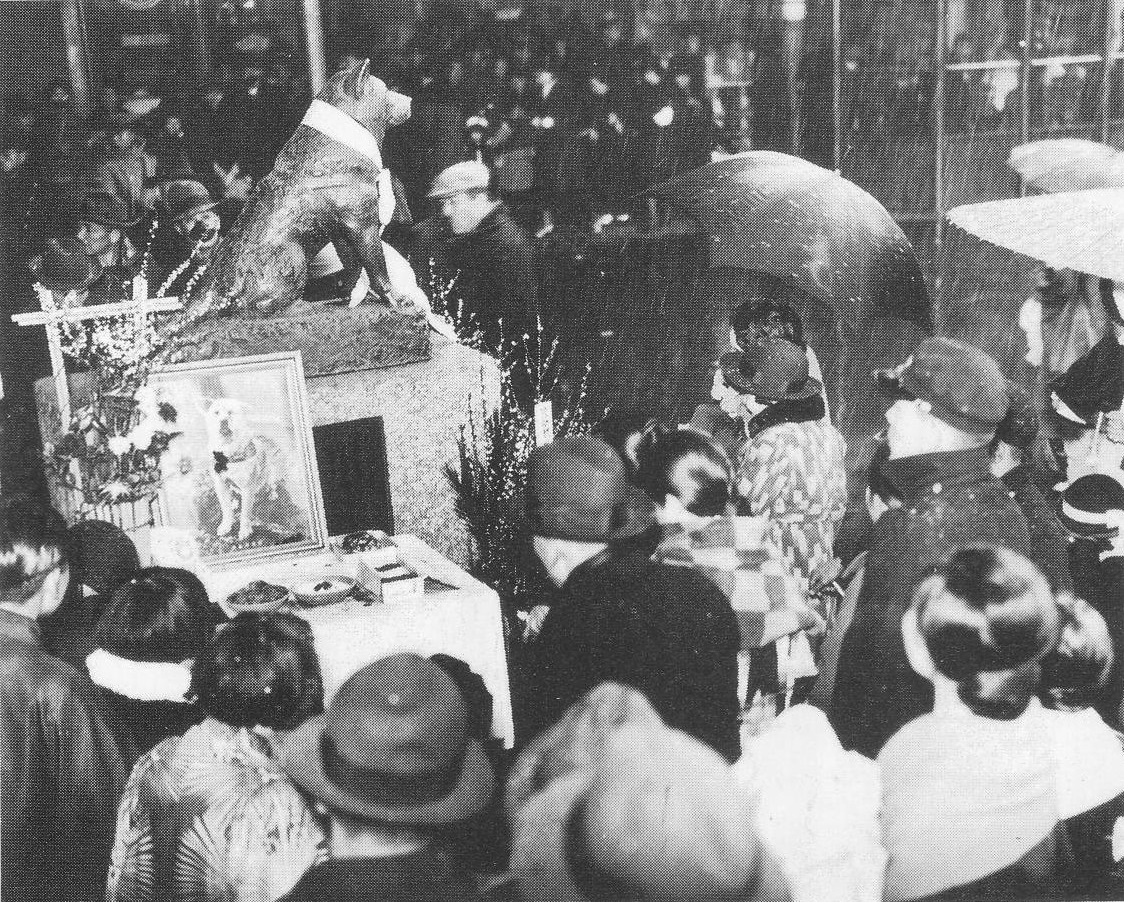
La première statue d'Hachikō lors de la cérémonie commémorant la première année de sa mort, le 8 mars 1936.

En avril 1934, une première statue en bronze est érigée en l'honneur de Hachikō à Tokyo devant la gare de Shibuya, dans l’arrondissement de Shibuya. Hachikō lui-même assiste à l'inauguration. Cette statue est cependant fondue au moment de la Seconde Guerre mondiale, en pleine pénurie de métal.
Une nouvelle statue est inaugurée en août 1948 devant une sortie de la gare de Shibuya, aujourd'hui connue de tous sous le nom de « sortie Hachikō » (ハチ公口, Hachikō-guchi).
En mai 1989, à la suite de travaux de rénovation et d'agrandissement de la gare, la statue, qui faisait auparavant face au nord, est tournée vers l'est de façon à coïncider avec la direction de la sortie de la gare. Une cérémonie en hommage à Hachikō y est organisée tous les ans, au mois d’avril.

La statue d'Hachikō en 1954.
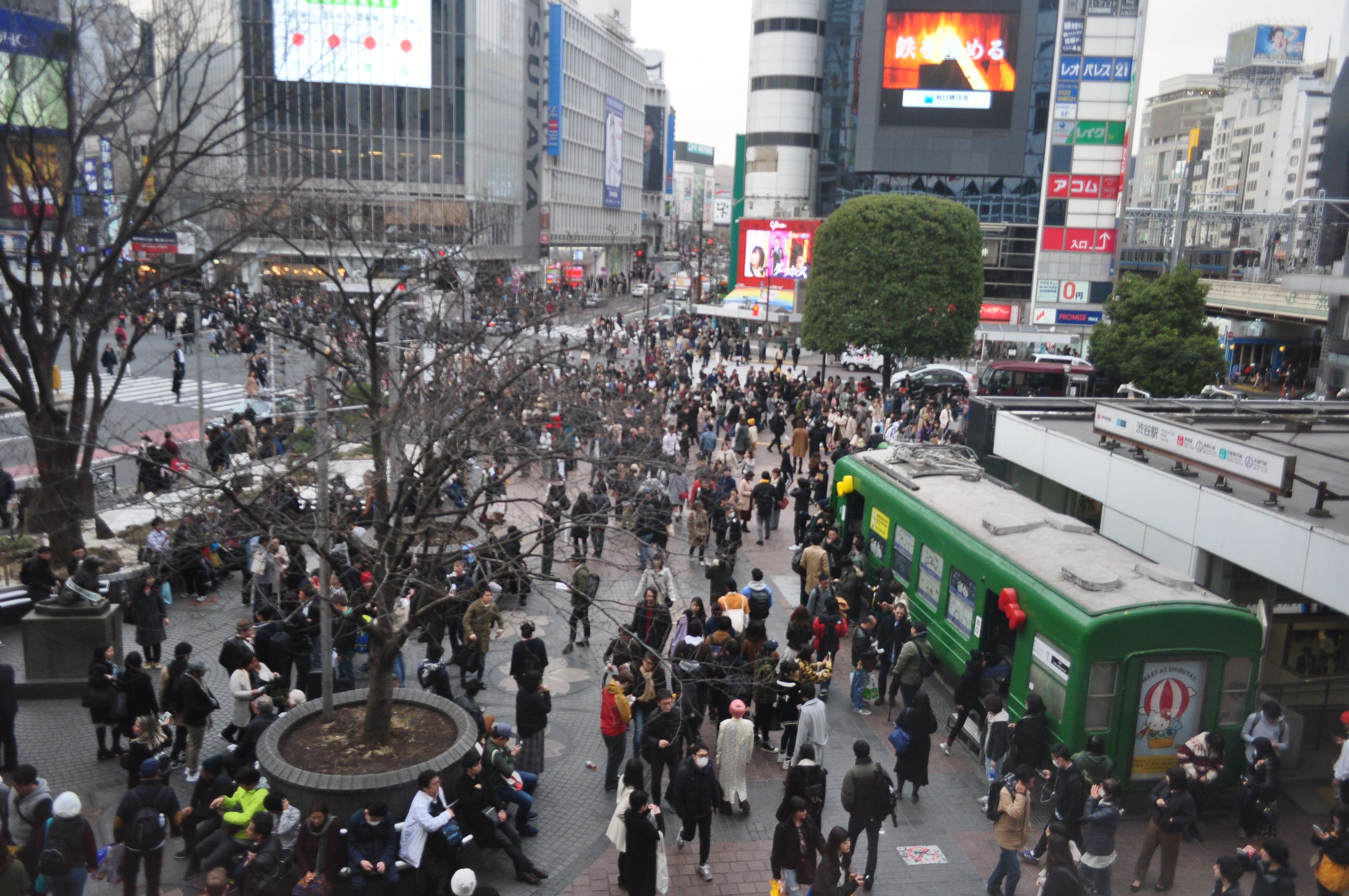
La gare de Shibuya en 2018. La statue d'Hachikō est visible en bas à gauche.
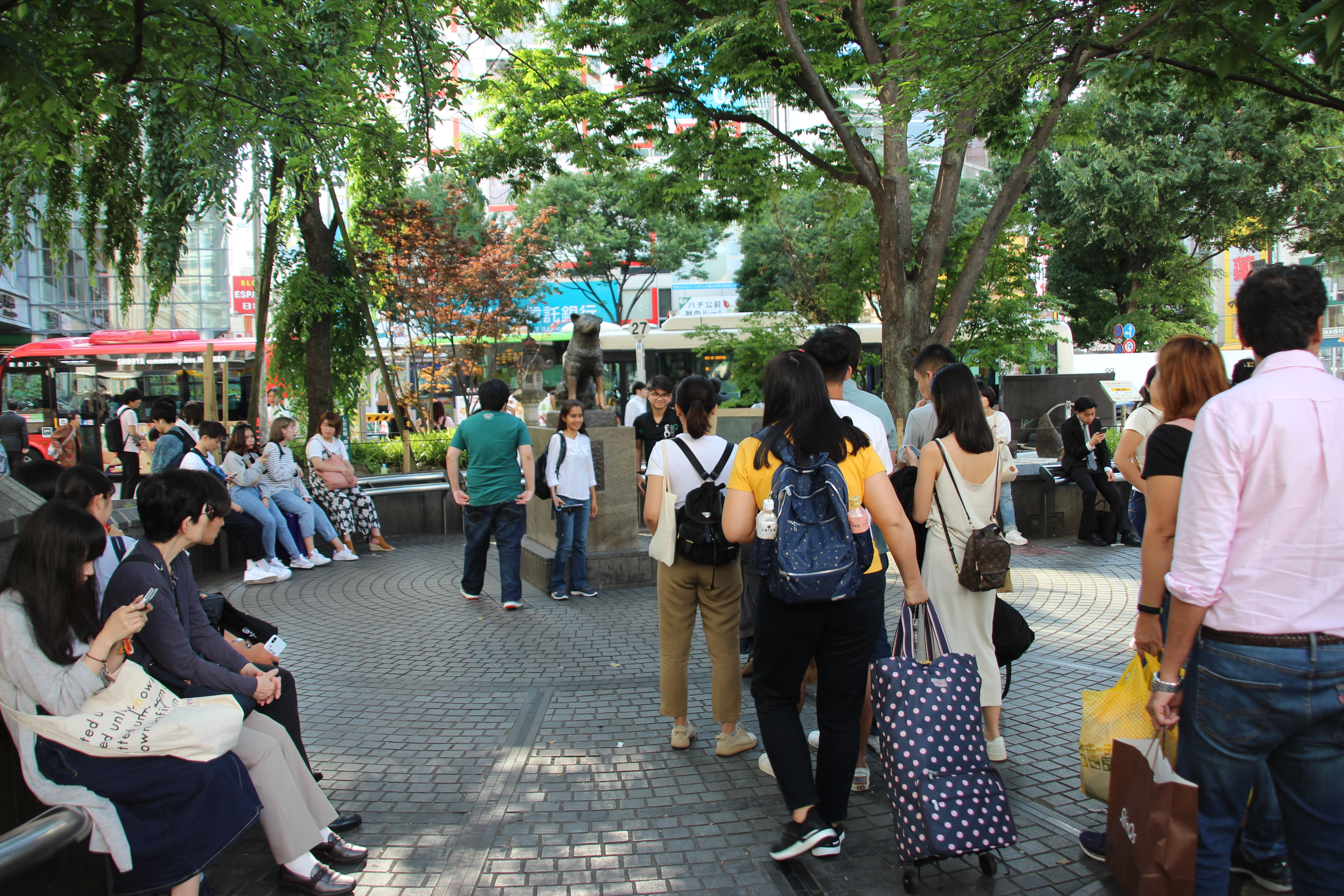
File d'attente pour se faire photographier avec la statue d'Hachikō.

En 2004, une autre statue de bronze d'Hachikō est érigée à la gare d'Ōdate dans la préfecture d'Akita, ville natale de Hachikō. Dans cette même gare se trouve le « Sanctuaire Hachikō de la Japan Railways » (JRハチ公神社, JR Hachikō jinja).
En 2015, pour les quatre-vingt ans de la mort d'Hachikō, une autre statue lui est érigée ainsi qu'à son maître Hidesaburō Ueno à l'université d'agriculture et de technologie de Tokyo. Réalisée par Tsutomu Ueda, cette statue représente les retrouvailles entre le maître et son chien fidèle, comme si Hidesaburō Ueno était rentré de sa journée de cours en 1925,.

### Minibus de Shibuya

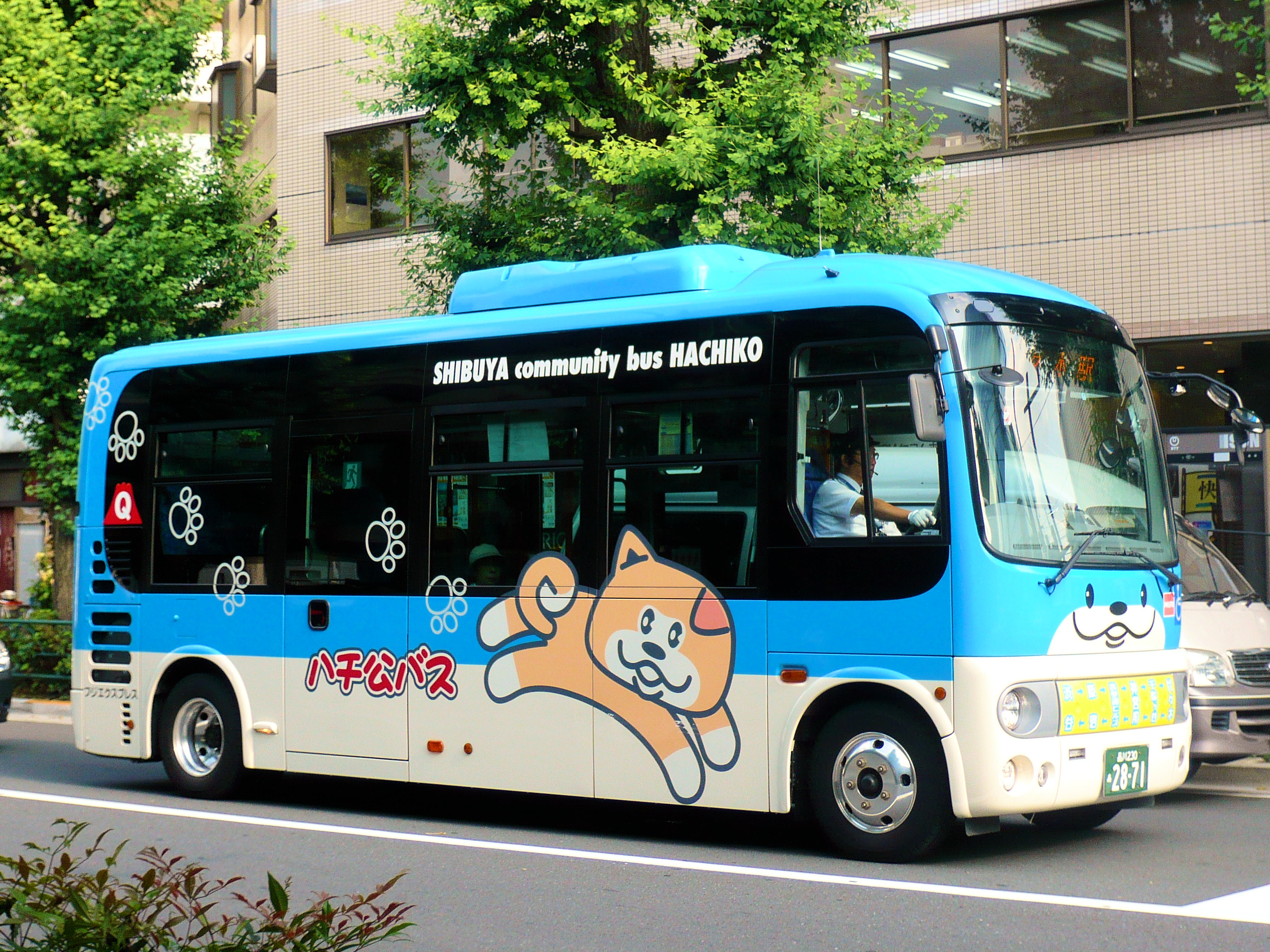
Minibus « Hachiko » dans le quartier de Shibuya.

En 2003, le quartier de Shibuya crée de nouveaux parcours de minibus (des « bus de la communauté »), surnommés les « Shibuya community bus Hachiko (ja) ». Il y a depuis quatre parcours différents.[réf. souhaitée]

### Dans la culture populaire

#### Littérature
- Dans Hatchiko, chien de Tokyo (2003) de Claude Helft, illustré par Chen Jiang Hong[6].
- Dans Hachikō au pays de la nuit (2017) de Linné Lharsson, un roman fantastique s’inspirant de l’histoire d’Hachikō et de l’aventure qui s’ensuit dans le monde des morts, relevant de la mythologie japonaise[7].
- Dans Kafka - Les Héritiers (2017) de Xavier Amet, l'auteur imagine que « comme une version high-tech d'Hachikō », un ordinateur attend sa propriétaire décédée.

#### Cinéma
- Dans Hachiko monogatari (1987) de Seijirō Kōyama (non diffusé en France) ;
- Dans Hatchi (2008) de Lasse Hallström, remake de Hachiko Monogatari dont l'action se situe aux États-Unis ;
- Dans Hachiko (2023) de Xu Ang, remake de Hachiko Monogatari, se déroulant en Chine (le chien étant nommé Ba Tong dans le film).

#### Bande dessinée et manga
- Dans Nana, Hachikō est le surnom de Nana Komatsu donné par Nana Ōsaki, sa colocataire et amie, en référence notamment à son comportement de « chien fidèle ».
- Dans le deuxième tome de Kaguya-sama: Love is War, les personnages de Kaguya et Miyuki se donnent rendez-vous devant la statue d’Hachikō.
- Dans Gals!, la statue de Hachikō est un décor récurrent.
- Dans Le Collège fou, fou, fou, Rei possède un chien de la même race qu'Hachikō ; cependant, c'est le contraire au niveau du caractère car c'est un chien lâche et infidèle.
- Dans l'album Spirou à Tokyo, Hachikō prend vie et accompagne les deux protagonistes.
- Dans The World Is Mine de Hideki Arai, Hachikō est mentionné à plusieurs reprises.
- Dans One Piece, le chien nommé « Chouchou » est inspiré de Hachikō. Il continue de veiller sur la boutique de son maître après son décès.
- Dans Darwin's Game, le héros invente une histoire où la clé d'un coffre est cachée sur la statue de Hachikō à Shibuya.
- Dans Great Teacher Onizuka: Shonan 14 Days (tome 1), le héros Onizuka se cache derrière la statue de Hachikō puis, en se relevant, parle directement à celle-ci.

#### Dessins animés
- Dans la série Ore no Imōto ga Konna ni Kawaii Wake ga Nai (saison 2, épisode 5), le personnage de Kirino Kosaka fait référence à Hachikō pour décrire le comportement de Kyosuke Kosaka.
- Dans la série Toradora! (épisode 17), Taiga fait référence à Hachikō pour décrire le comportement de Ryuuji par rapport à Minorin.
- Dans la série Futurama (saison 4, épisode 7 : « Ceux qui m'aiment prendront le chien »), le héros Fry et son chien (du passé) connaissent la même histoire. La scène finale montre le chien s'affaisser devant une pizzeria, avec en bande sonore la musique du film Les Parapluies de Cherbourg.
- Dans la série Scooby-Doo (épisode « Scooby-Doo et le sabre du samouraï »), les héros se retrouvent devant la statue de Hachikō érigée en son honneur.

#### Jeux vidéo
- Dans The World Ends with You qui se déroule à Shibuya, Hachikō est l'un des boss du jeu.